# Fontaine aux 99 cannelles

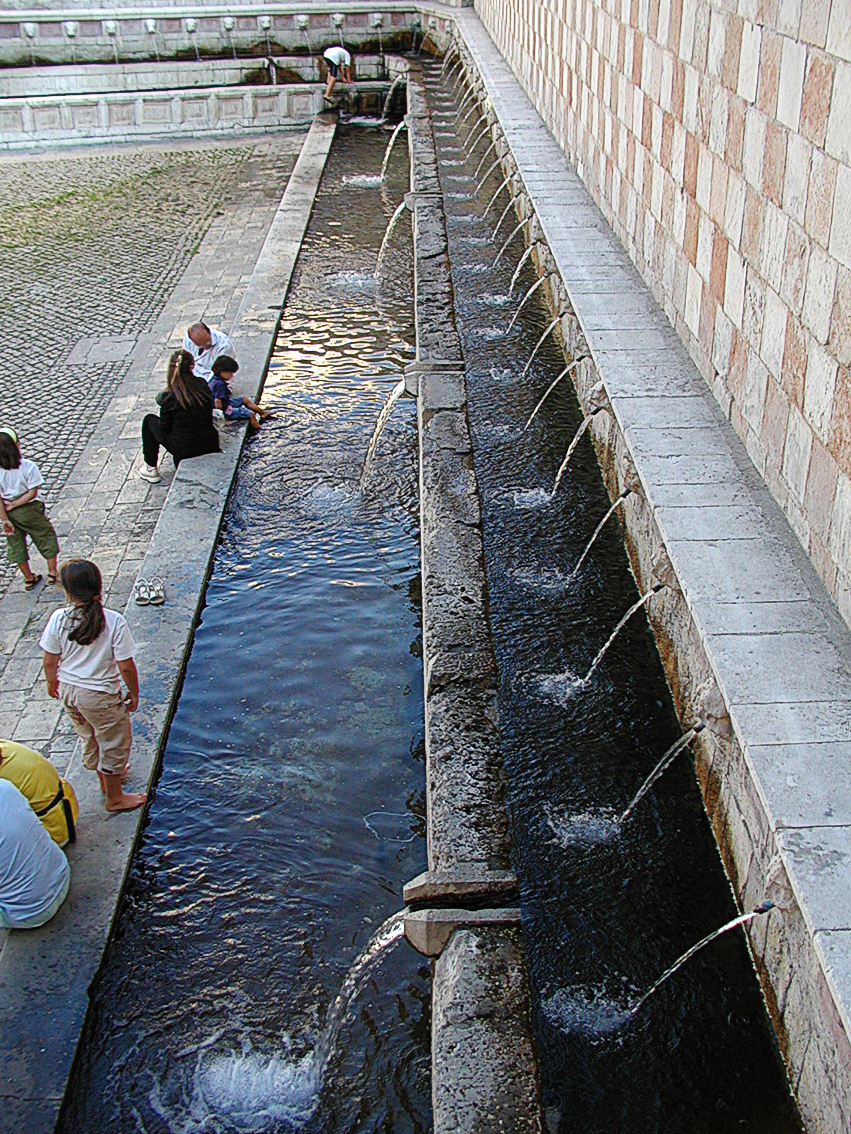
La partie centrale de la fontaine.

La fontaine aux 99 cannelles, connue aussi sous le nom de Rivera, est un des monuments les plus anciens et caractéristiques de la ville de L'Aquila, dans les Abruzzes.
Adossée aux murs d'enceinte de la ville dans la zone de Rivera et proche du fleuve Aterno, la fontaine est constituée  de 93 mascarons en pierre, tous différents, et de 6 cannelles simples d'où pour la plupart s'écoule de l'eau. Selon la tradition, les cannelles représenteraient les 99 châteaux  qui contribuèrent à la fondation de L'Aquila (it).